# Reguladora

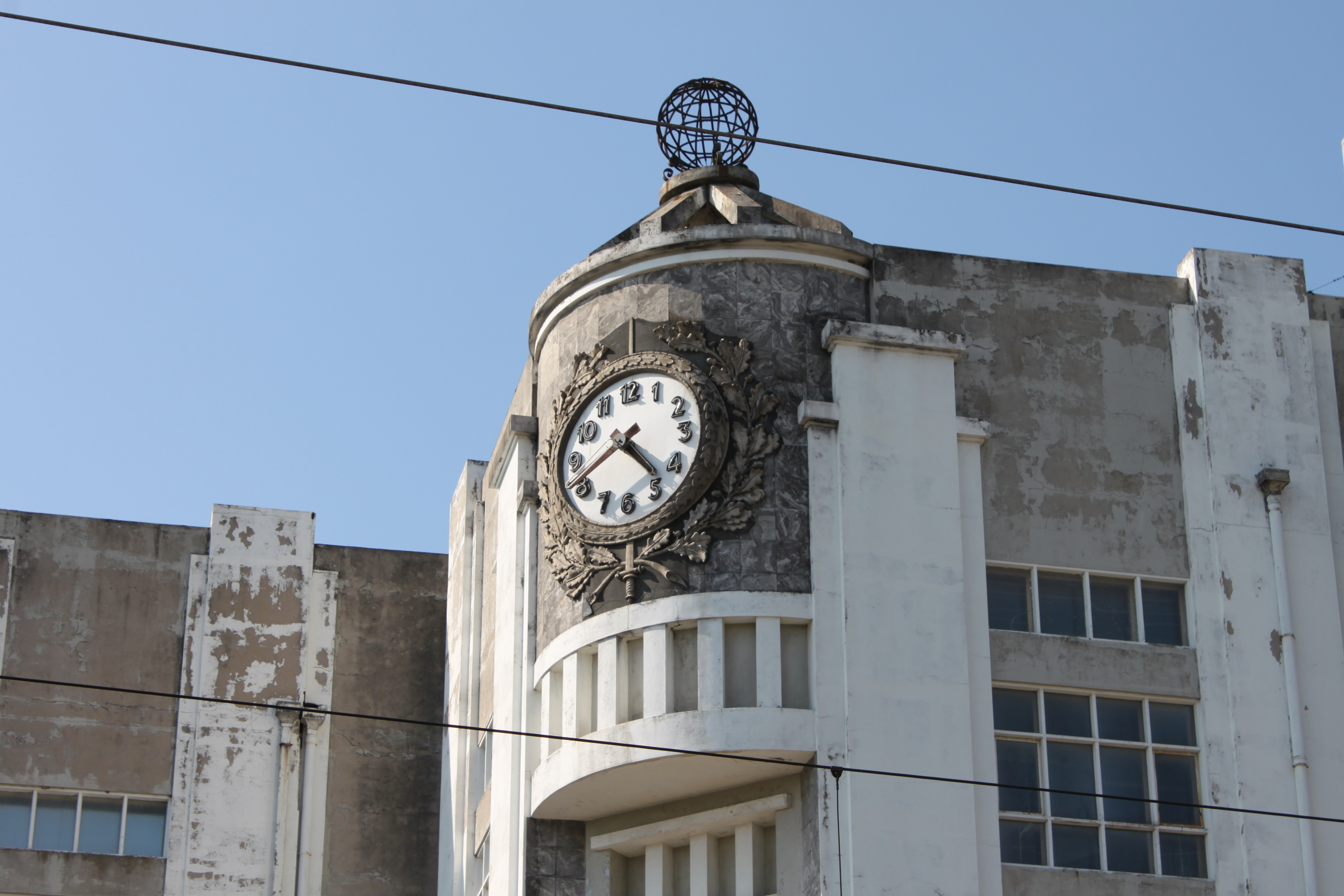
Fábrica y sede histórica de la compañía

La Fábrica Nacional de Relógios, Reguladora, S. A. o simplemente Reguladora es una empresa fabricante de relojes con sede en Vila Nova de Famalicão, Portugal. Fundada en 1892, es la empresa relojera más antigua de la Península ibérica.
La firma produce cuatro gamas de relojes: relojes de pie, relojes de mesa, relojes de pared y relojes de pulsera (incluidos incluidos algunos relojes de bolsillo).

## Historia
Reguladora fue fundada en 1892 en Famalicão por José Gomes Carvalho.
Iniciando la producción con relojes mecánicos de pared y de mesa, Reguladora amplió su gama de productos en la década de 1950 con relojes de columna y despertadores.
Tras su cierre, la empresa fue adquirida por sus empleados y volvió a la producción.
Actualmente, la firma produce relojes electrónicos, tanto para uso doméstico como industrial.

## Productos
Reguladora fabrica los siguientes productos:
1. Modelos de reloj de columna: Atenas, Camberra, Mónaco y Santa Comba.
2. Modelos de relojes de mesa: Batalha, Batalha Flores, Batalha Romano, Évora, Fátima, Floral, Funchal, Leiria, Mini Batalha Mecânico, Polo, Mini Batalha, Mini Sintra, Tomar, Viena Romano y Vigo.
3. Modelos de relojes de pared: BR6, Bragança, Cascais, Cavalinho, Coimbra, COP326, COP327, COP328, COP329, COP330, Corunha, CP26, Douro Carrilhão, Estoril, Gótico, Madrid Árabe, Madrid Romano, Mindelo, Óbidos, Oito, Olso Árabe, Oslo Romano, Paris, QR3355 y QR3356.

Modelos de reloj de pulsera: Turbilhão 8C2022, 4422CH, 8C2031, 4415, 8C2048, 8C2023A, 8C2040, 8C2041, 8C2021, 8C2140, 8C2043, 8C2039, 8C301B, 8C224, 8C186 Preto, 8C186 Branco, 8C242, 91916, 8C243, 90216 y T01482 (reloj de bolsillo).